# Aspis (Mythos)
Die Aspis ist ein schlangengestaltiges Wesen der griechischen Mythologie, die aus dem Blut der Medusa entstanden sein soll. Der Dichter Lukan erwähnt sie in seinem Epos De bello civili, ebenso Isidor von Sevilla in seinen Etymologia (Buch 12, 4.12).
Sie symbolisiert die Verstocktheit, die Sturheit und das Böse. Es heißt, die Aspis bewache einen Baum, dessen Harz wie aromatischer Balsam wirke und dass man die Aspis mit einem speziellen Instrument in den Schlaf spielen müsse, um an ihn zu gelangen. Des Weiteren obliegt ihr der Schutz des Karfunkel, auch Drachenstein oder Draconis genannt, den die Aspis nur auf Gehör eines bestimmten Losungswortes preisgibt. Jedoch blockiert die Aspis ihr Gehör, indem sie ein Ohr mit ihrem Schwanzende, das andere mit Erde verstopft und sich dabei auf dem Boden wälzt.